# Pieter-Jozef Sencie
Pieter Jozef Sencie (Halle, 20 september 1865 - Leuven, 15 augustus 1941) was een Belgisch rooms-katholiek priester, erekanunnik, hoogleraar en pionier van de vernederlandsing van de Katholieke Universiteit Leuven.

## Levensloop
Na middelbare studies aan het Klein Seminarie van Hoogstraten, studeerde Sencie filosofie en theologie aan het seminarie in Mechelen (1883-1888) en werd er in 1888 tot priester gewijd. In 1892 promoveerde hij tot doctor in de wijsbegeerte en letteren aan de Katholieke Universiteit Leuven. Hij werd er onmiddellijk docent oude geschiedenis en was er van 1898 tot 1939 gewoon hoogleraar, specialist in de Griekse opschriftkunde en de Griekse en Romeinse oudheid. Hij werd erekanunnik van het aartsbisdom Mechelen en huisprelaat van de paus. Van 1894 tot 1906 was hij president van het Pauscollege.
Sencie was van in zijn studententijd actief in Vlaamsvoelende organisaties:
- medewerker aan het tijdschrift De Student,
- lid van het literair genootschap Met Tijd en Vlijt,
- spreker op studentenlanddagen,
- medebestuurder van de studentengilde Eigen Taal Eigen Zeden in Antwerpen,
- medestichter van het Leuvense studententijdschrift Ons Leven,
- medestichter en voorzitter tot in 1914 van de Sociale Studiekring en Sprekersbond,
- lid van K.A.V. Lovania Leuven.

Na de Eerste Wereldoorlog was hij een van de gangmakers van de Nederlandstalige cursussen in Leuven. In 1924 was hij medestichter en voorzitter van de vereniging Vlaamse Leergangen. De vereniging telde onder zijn stichters Joris Helleputte, Emile Van Dievoet, Prosper Poullet, Prosper Thuysbaert, Frans Van Cauwelaert en Aloys Van de Vyvere. In 1925 werd Sencie ook voorzitter van de in 1907 gestichte Emiel Vliebergh-leergangen voor vakantiecursussen in het Nederlands.
Het Monseigneur Sencie-Instituut, gebouwd in 1952 aan de Blijde Inkomststraat in Leuven, draagt zijn naam. Er is in Leuven ook het Vliebergh Senciecentrum voor naschoolse vorming van onderwijzend personeel. In Halle is er een Monseigneur Senciestraat.